# زوولا
زوولا (به لهستانی:  Dzwola) یک روستا در لهستان است که در گمینا زوولا واقع شده‌است. زوولا ۹۳۶ نفر جمعیت دارد.